# Лилия Стефанова
Лилия Стефанова е българска певица, вокал на Ку-ку бенд.

## Биография
Родена е в Благоевград, България на 22 март 1990 г. Отгледана е в духа на религията, тъй като баща ѝ е свещеник, а майка ѝ – секретар на църковно настоятелство. Те са хората, които я насочват към музиката и я записват да пее в детски хор.
Средното си образование Лилия получава в училище с музикална паралелка, в родния си град, с профил народно пеене. След това завършва Музикална академия „Музикални хоризонти“ в Гърция. Към 2013 г. следва в Националната музикална академия, профил джаз и поп пеене.
Лили се занимава с пеене от 11–годишна. Работила е в различни клубове и пиано барове в Благоевград и София. Когато е била в 8 клас, издава първия си самостоятелен албум на CD и DVD – „Мари моме“ като CD-то се състои от 11 песни, а DVD-то от 9 песни. 

## Ку-ку бенд
През 2011 г. се явява на кастинг в риалити шоуто Гласът на България, излъчващо се по bTV, с песента „Обещай ми любов“. Тя преминава на втория етап и е избрана от Ивана – нейният „треньор“ и става част от нейния отбор. На втория етап „Вокалните двубои“ тя отпада, след като се състезава с Мариам Мовесян, като заедно трябва да пеят песента „Son Of A Preacher Man“. Ивана избира Мариам Мавесян да продължи в третия етап на шоуто и Лилия отпада. Продуцентите на предаването – Seven-Eight Production и Слави Трифонов я канят да се присъедини в Ку-Ку бенд и оттогава тя е вокал в групата.От тогава тя работи в Шоуто на Слави.По-късно тя работи и в 7/8 ТВ.

### Песни
| Година | Песен                                                  | Албум           | №  | Клип |
| ------ | ------------------------------------------------------ | --------------- | -- | ---- |
| 2012   | „Бранджелина“ (с Борис Солтарийски)                    | Един от многото | 1  | не   |
| 2012   | „Между трима“ (с Борис Солтарийски и Цветелина Грахич) | Един от многото | 2  | не   |
| 2012   | „Я кажи ми облаче ле, бяло“                            | Един от многото | 3  | не   |
| 2013   | „Не съм ли добра“ (с Криско)                           | /               | 4  | не   |
| 2015   | „Преродена“                                            | /               | 5  | не   |
| 2015   | „Защо мълчиш“                                          | /               | 6  | да   |
| 2016   | „Мразя се“                                             | /               | 7  | да   |
| 2018   | „Така да е“                                            | /               | 8  | да   |
| 2019   | „Нека ни мразят“ (с Гъмзата                            | /               | 9  | да   |
| 2022   | „Любов“ (със Слави Трифонов)                           | /               | 10 | да   |